# Semen Samsonovich Kutateladze
Semen Samsonovich Kutateladze (Leningrado, atual São Petersburgo, 2 de outubro de 1945 – 15 de janeiro de 2025) foi um matemático russo.
Foi conhecido por contribuições à análise funcional e suas aplicações a reticulados vetoriais e otimização. Em particular, contribuiu com o cálculo de subdiferenciais para funções vetoriais reticuladas, introduzindo métodos de modelos de valor booleano e infinitesimal para seu estudo.
Foi professor de matemática na Universidade Estadual de Novosibirsk, onde continuou a ampliou a tradição científica de Leonid Kantorovich. Seu pai foi o físico matemático Samson Kutateladze.

## Obras selecionadas
- Kutateladze, S. S. Fundamentals of functional analysis. Translated from the second (1995) edition. Kluwer Texts in the Mathematical Sciences, 12. Kluwer Academic Publishers Group, Dordrecht, 1996.
- Kusraev, A. G.; Kutateladze, S. S. Subdifferentials: Theory and applications. Translated from the Russian. Mathematics and its Applications, 323. Kluwer Academic Publishers Group, Dordrecht, 1995.
- Gordon, E. I.; Kusraev, A. G.; Kutateladze, S. S. Infinitesimal analysis. Updated and revised translation of the 2001 Russian original. Translated by Kutateladze. Mathematics and its Applications, 544. Kluwer Academic Publishers, Dordrecht, 2002.
- Kutateladze, S. S.; Rubinov, A. M. Minkowski duality, and its applications. (Russian) Uspehi Mat. Nauk 27 (1972), no. 3(165), 127–176.